# 中村 (相馬市)
中村（なかむら）は、福島県相馬市に存在する大字。相馬市の中の中村地区内の一つの大字である。郵便番号は976-0042。

## 地理
相馬市の大字である中村は同市内の中央に位置し、相馬市役所やJR相馬駅なども同字内にある。同字の周辺では北に小泉、東に沖ノ内や塚ノ町や北飯渕、南に中野、西に西山と同市内及び同じ中村地区の大字とそれぞれ接する他、南東には飯豊地区である百槻や大曲とも接している。この中村字内の南側に宇多川が、北側に小泉川がそれぞれ流れる。

## 世帯と人口
相馬市による中村の世帯数は2,436世帯であり、人口数は男2,598人、女2,693人で合計5,291人である。ちなみに中村地区の中でこの中村の世帯数、人口数が共に一番多い（平成29年（2017年）6月30日現在）。

## 周辺の交通
- 鉄道
  - JR東日本常磐線相馬駅

同駅は2011年3月11日に起きた東日本大震災の影響により営業を休止していたが、同年12月21日に営業が再開した。
- 道路
  - 国道6号（陸前浜街道）
  - 国道115号
  - 福島県道121号日下石新沼線
  - 福島県道228号相馬大内線

国道115号が県道121号や県道228号とそれぞれの信号所で交差する。また国道6号は中村字内の南東側のみ通過する。国道6号と国道115号との合流地点もあるが同字内ではなく東隣の塚ノ町（塚ノ町交差点）に存在する。
- バス路線
  - 福島交通（相馬営業所）

発着については相馬駅からではなく、相馬営業所から発着する一般路線や急行バスなどを担当する同バスが多い（相馬駅から同営業所までは徒歩1-2分で行ける）。そこから中村字内を廻り各方面へ通っている。

## 周辺の施設や名所など
- JR相馬駅
- 相馬市役所
- 福島家庭裁判所相馬支所
- 磐城森林管理署中村森林事務所
- 相馬郵便局
- ハローワーク相馬
- 福島県立相馬支援学校
- 福島県立相馬高等学校
- 相馬市立中村第一中学校
- 相馬市立中村第一小学校
- 福島交通相馬営業所
- 七十七銀行相馬支店
- 広文堂書店
- ヨークベニマル相馬店
- スーパーシシド相馬リボン店
- セブンイレブン相馬中村店
- セブンイレブン相馬川沼店
- 馬陸公園
- 中村城跡
- 相馬中村神社
- 岡田神社
- 相馬妙見歓喜寺
- 光善寺
- 興仁寺
- 圓應寺